# Jamal Campbell-Ryce
Jamal Julian Campbell-Ryce (né le 18 août 1980 à Lambeth dans le Grand Londres) est un ancien footballeur international jamaïcain qui évoluait au poste d'ailier.

## Carrière en club
Le 4 août 2016, il s'engage avec Barnet. 